# Jean-Christophe Cambadélis

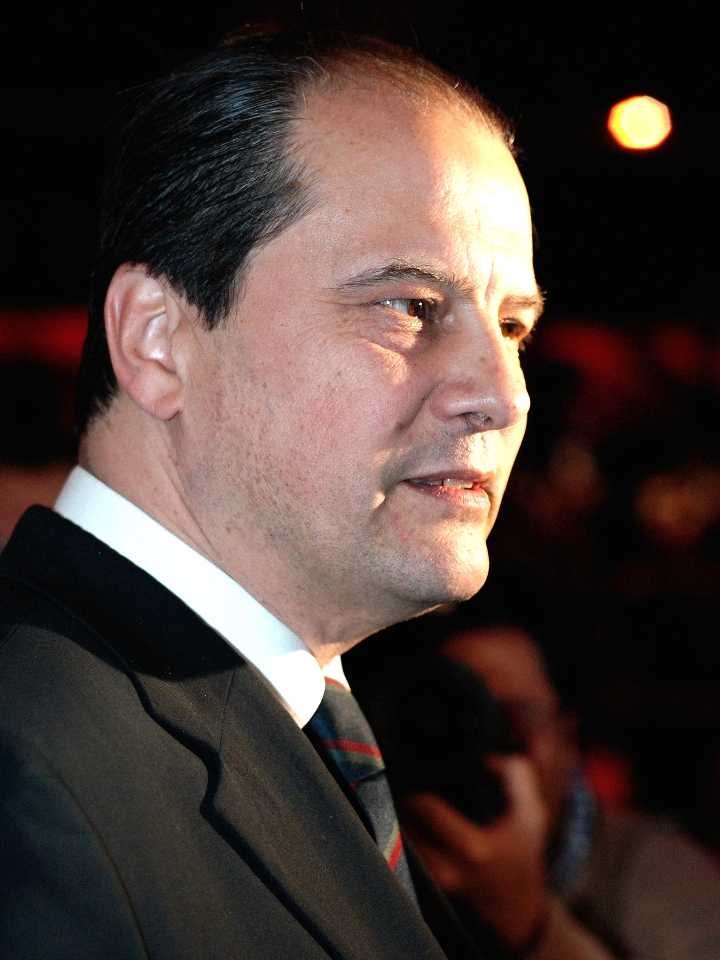
Jean-Christophe Cambadélis in 2007

Jean-Christophe Cambadélis (Neuilly-sur-Seine, 14 augustus 1951) is een Frans voormalig politicus.

## Levensloop
Zijn vader, de Griek Cambadélis (Καμπαντελίς/Kampántelis), hield een restaurant in Parijs, om later diamantslijper te worden in Athene. Zijn moeder, in Picardië geboren, Yvette Bleuse, was bankbediende..
Na middelbare en universitaire studies, deze tweede uitgespreid over een lange periode, werd hij rond 1971 lid van de Alliance des jeunes pour le socialisme (AJS), een emanatie van de trotskistische Parti communiste internationaliste, strekking Pierre Lambert, waar ook Lionel Jospin toe behoorde. Tijdens zijn strijd tegen een wetsvoorstel van minister Saunier-Saïté over het universitair onderwijs, ontmoette hij onder meer Julien Dray (Ligue communiste révolutionnaire), Jean-Marie Le Guen (Union nationale des étudiants de France - UNEF-US) of ook nog Benjamin Stora.
Onder de invloed van trotskistische voormannen zoals Claude Chisserey of Pierre Broué werkte hij mee binnen de studentenbeweging die in 1976 leidde tot een hereniging van de UNEF met de niet-communistische studentenorganisaties (Congres van Nanterre, mei 1980).
Hij werd dat jaar, hij was toen 29, voorzitter van de UNEF-ID. Op 10 mei 1981 nam hij het woord op de Place de la Bastille, na de overwinning van François Mitterrand bij de presidentsverkiezingen. Hij bleef voorzitter van de studenten tot in 1984.
Hij kwam weldra in meningsverschil met Pierre Lambert betreffende de evolutie van de Parti communiste Indépendant. Hij verweet hem de opkomst van het Front National te onderschatten en er tevens stalinistische methodes op na te houden binnen de partij. 
Als eeuwige student presenteerde hij aan de Universiteit van Parijs een doctoraatsthesis gewijd aan het gaullistische bonapartisme.
Le Point publiceerde in 2014 een artikel waaruit moest blijken dat Cambadelis niet over de nodige diploma's had beschikt om een doctoraatsthesis te verdedigen en dat hij ook plagiaat had gepleegd, hetgeen door de universitaire diensten werd tegengesproken.
In 1986 verliet hij de PCI, en nam circa 450 leden met zich mee, wat het einde betekende van de jongerenbeweging van deze partij.

## Parti socialiste
Hij trad in 1986 toe tot de Parti socialiste, en maakte er vlug carrière, niettegenstaande zijn vijftien jaar militantisme bij de extreemlinkse lambertisten. Samen met Julien Dray was hij een essentiële verbindingsman met de studentenverenigingen, onder meer in de strijd tegen de gaullistische wet Devaquet.
In 1988 werd hij tot parlementslid verkozen, met de steun van François Mitterrand en Lionel Jospin. In 1993 werd hij verslagen, om in de volgende verkiezing weer te worden verkozen. Hij bleef de zetel bezetten tot aan de wetgevende verkiezingen van 2017, waarbij hij amper 8,50% van de stemmen behaalde en niet eens aan de tweede ronde kon deelnemen.

## Manifest tegen het Front National
In juni 1990 publiceerde hij een 'Manifest' tegen het Front National, dat de inzet werd van een jarenlange strijd tegen deze partij.
Vanaf 1994 organiseerde hij grote bijeenkomsten die politiek, syndicaal en associatief links bijeenbrachten, met als doel tot een grote linkse eenheidspartij te komen, of minstens tot la gauche plurielle. 
Tijdens die periode was Cambadelis in nauwe betrekkingen met Lionel Jospin en Dominique Strauss-Kahn. In 1995 was hij woordvoerder ter gelegenheid van de presidentsverkiezingen. In 1997 werd hij de nummer 2 van de partij, belast met de externe relaties. In 2002 werd hij, voor de presidentsverkiezingen, woordvoerder ten overstaan van het verenigingsleven en van de vakbonden. In 2000 behoorde hij tot de groep van jospinisten en rocardiens die de beweging Socialisme et démocratie oprichtten, met als doel verder te gaan in de sociaaldemocratische richting. Na de nederlaag van 2002 bleek dat Dominique Strauss-Kahn de meest geschikte was om leiding aan de partij te geven. Cambadelis leidde ook de groep Socialisme et démocratie. 
Tijdens het socialistisch congres van 2005 in Le Mans ondersteunde Cambadelis de motie-Hollande. Hij werd aangeduid om bij de wetgevende verkiezingen in 2007 kandidaat te zijn in het 20ste kiesdistrict van Parijs en werd met 59,1% van de stemmen herkozen.
Hij werd beschouwd als de voornaamste luitenant van Dominique Strauss-Kahn en was ook de initiatiefnemer voor de steun aan Martine Aubry om van haar de eerste secretaris van de partij te maken. Op het congres in Reims volgde hij Pierre Moscovici op als nationaal secretaris voor Europese zaken. In 2012 werd hij herkozen als parlementslid.

## Eerste secretaris van de Parti socialiste
In 2012 was Cambadelis kandidaat om François Hollande op te volgen als eerste secretaris, maar er werd de voorkeur gegeven aan Harlem Désir, nadat de ministers Stéphane Le Foll, Pierre Moscovici, Manuel Valls en Vincent Peillon voor deze opkwamen. In oktober 2012 werd hij vicevoorzitter van de Europese socialistische partij.
In 2014 leden de socialisten een nederlaag bij de gemeenteverkiezingen en werd Harlem Désir staatssecretaris voor Europese Zaken. Cambadelis werd verkozen tot eerste secretaris van de Parti socialiste met 67% van de stemmen binnen de nationale raad.
De presidentsverkiezingen van 2017 bereidde hij voor met de bedoeling dat opnieuw François Hollande zou kandidaat zijn. Het werd Benoît Hamon.
Na de grote nederlaag die de Parti socialiste bij de verkiezingen van juni 2017 onderging, nam hij ontslag als eerste secretaris van de partij.

## Publicaties
- Bonapartisme et néocorporatisme sous la Vème République, 1985.
- Pour une nouvelle stratégie démocratique (samen Pierre Dardot et Philippe Darriulat), Parijs, L'Harmattan, 1987.
- Le Manifeste des 50 / textes rassemblés par J.-C. Cambadélis, Parijs, R. Deforges, 1992.
- Quelle transformation de la société ? (samen met Yves Cochet en Gilbert Wasserman), Parijs, Ed. de l'Atelier, 1995.
- Pour une nouvelle gauche, Parijs, éd. Stock, 1996.
- La France blafarde (met Éric Osmond), Parijs, Plon, 1998.
- Le Chuchotement de la vérité, Parijs, Plon, 1998.
- L'Avenir de la gauche plurielle, Parijs, Plon, 1999.
- L'étrange échec, Parijs, Plon, 2002.
- 1905-2005. L'éternel commencement : que faire au Parti socialiste ?, L'Encyclopédie du socialisme, 2005.
- Parti pris : chroniques de la présidentielle chez les socialistes, Parijs, Plon, 2007.
- Le génie du socialisme, Parijs, Plon, 2008.
- Dis-moi où sont les fleurs : essai sur la politique étrangère de Nicolas Sarkozy, L'Encyclopédie du socialisme, 2010.
- La Troisième gauche, éd. du Moment, 2012.
- L'Europe sous menace national-populiste, éd. L'Archipel, 2014.
- À gauche, les valeurs décident de tout, Plon, 2015.

## Voetnoten
1. ↑  Guillaume Durand, « Jean-Christophe Cambadélis, l'ex-révolté du Bounty », L'Opinion, 19 novembre 2014
2. ↑  https://www.20minutes.fr/politique/1619007-20150529-jean-christophe-cambadelis-quatre-choses-ignorez-surement-patron-ps. Gearchiveerd op 6 augustus 2023.

- Bibsys: 4108779
- Bibliothèque nationale de France: cb120946796 (data)
- CiNii: DA09895680
- Gemeinsame Normdatei: 122764927
- International Standard Name Identifier: 0000 0001 1084 9479
- Library of Congress Control Number: n87141652
- Nationale Bibliotheek van Israël: 987007318462005171
- Réseau des bibliothèques de Suisse occidentale: 02-A003071350
- Système universitaire de documentation: 029288304
- Virtual International Authority File: 114956561
- WorldCat: E39PBJtrXBhdtRMf9kG8Xmf6rq